# Теорија природне морфологије
Природна морфологија је лингвистичка теорија у оквиру морфологије, науке о облицима речи. Природна морфологија се бави истраживањем и појашњавањем морфолошких феномена у смислу когнитивне лакоће обраде. На пример, како Мајертхалер наводи, у контексту математике сви интуитивно осећамо да су нам рационални бројеви лакши од ирационалинх, као и да нам је операција сабирања лакша од супротне операције одузимања. Исто тако, у језику постоје процеси који су нам мање или више лаки у односу на то колико су маркирани, односно немаркирани. На пример, када учимо неки језик, лакше нам је да усвајамо правилне глаголе од неправилних. Природност треба разумети као нешто што је немаркирано, односно когнитивно лако.
За разлику од Чомског и Халеа који појам маркираности/немаркираности употребљавају као бинарну категорију, где извесне појаве могу бити маркиране или немаркиране, природност треба посматрати у смислу релације, а не вредности. То значи да извесни морфолошки процеси могу бити мање или више маркирани у односу на на неке друге процесе.

## Историјат теорије
Оснивачи природне морфологије су В. Мајертхалер, Волфганг У. Дреслер и Волфганг У. Вурцел. Настала је 1979. године, када су сва четворица схватила да у својим радовима имају слична схватања и постигли су договор о заједничкој теорији коју су даље развијали. Ова теорија наслања се на теоријски оквир природне фонологије, на којој је Стампе почео да ради, као и на још старије теорије маркираности коју је развијао Роман Јакобсон.

## Подтеорије
Појам природности заправо се може посматрати на различитим нивоима. С тим у вези, природна морфологија је скуп трију подтеорија у оквиру којих се може изучавати природност: природност на нивоу свих језика, природност на нивоу језичких типова и природност на нивоу специфичних језичких система. Стога, постоје три подтеорије: теорија универзалне маркираности, типолошке адекватности и адекватности специфичног језичког система.

### Теорија универзалне маркираности
Теорију природности на универзалном нивоу предложио је В. Мајертхалер 1981. године. Ово је теорија преферентности, што значи да се бави успостављањем степена природности на универзалном нивоу у оквиру одређеног броја параметара како екстраграматичке тако и граматичке морфологије. Дакле, за сваки параметар се посебно утврђују универзални степени природности. Најважнији параметри су: иконичност, морфосемантичка транспарентност, морфотактичка транспарентност, параметар бинарности, параметар оптималног облика, и други (в. Dressler, 2006).
- Иконичност: параметар иконичности подразумева да што је веза између ознаке и означеног већа, то се они лакше процесуирају. Тако је универзална преферентност да у језицима чије именице имају облике за једнину множину, именица има дужи облик за множину него за једнину. Осим тога, суплетивна множина је мање природна у односу на регуларну множину. Примера ради, у српском град – градови је природније од човек – људи.
- Морфосемантичка транспарентност: потпуна морфосемантичка транспарентност неке речи подразумева транспарентност морфема из којих је она састављена. Тако је на пример значење речи град-ов-и транспарентно јер је састављна од речи град + суфикс -ов за грађење множине.
- Морфотактичка транспарентност: што је већа транспарентност морфема од којих је реч састављена, то је оно природније. На пример, студентски -> студент + ски је природније од књишки -> књига + ски.
- Бинарност: бинарне формације су природније од терцијарних формација. На пример, полусложенице типа клима-уређај, радио-апарат. Знатно су ређе терцијарне, нпр. црвено-бело-плава (застава).

Параметар оптималног облика: оптимални облик морфеме је један слог. Оптимални облик речи је једна стопа. На пример, суфикси у српском: -ка, -че, -је, ац.
Битно је напоменути да иако се ове преферентности односе на податке прикупљене из многих језика, како су то само преферентности, свакако је могуће да се у неком језику не манифестују као такве.

### Теорија типолошке адекватности
Установио ју је Волфганг У. Дреслер 1985. године. Он сматра да неки морфолошки процеси могу бити природнији, односно мање маркирани за флективне језике, као што је и српски, док су други природнији за аглутинативне језике, као што је турски. На пример, флективни језици имају природније опције на нивоу параметара бинарности или оптималног облика, а мање природне опције на нивоу иконичности или транспарентности. Аглутинативни језици, са друге стране, имају природније опције на нивоу параметара транспарентности, иконичности, а мање на параметрима бинарности и оптималног облика (в. Радисављевић, 2013). Самим тим, како су нпр. иконичност и транспарентност мање присутни у флективним језицима као што је српски, више долази до појава као што су полисемија, хомонимија и синонимија (нпр. Радисављевић, 2013).

### Теорија адекватности специфичног језичког система
Њу је развио Волфганг У. Вурцел 1984. године ради истраживања и објашњавања морфолошкох феномена у оквиру појединачног језичког система. На овом нивоу важни су продуктивност, дифолти и морфолошке класе.
Продуктивност овде треба разумети као постепени процес који се може мерити. Према Дреслеру, први критеријум укључује позајмљенице које као такве у циљном језику немају одговарајуће облике. Најчешће се мисли на фонолшке облике, али врло често то може бити и нпр. род именица. На пример, нем. Bühnе, на српском гласи бина. Како Дреслер напомиње, правило мора бити максимално продуктивно да би превазишло две препреке: страни језик и неподесне језичке особине. Други критеријум укључује позајмљенице чије све језичке особине већ постоје у циљном језику. На пример, нем. Auto, у српском ауто. Трећи критеријум укључује конверзију и скраћенице. На пример, конверзија придева добро у средњем роду у именицу, нпр. пољопривредно добро. Четврти критеријум је промена класе парадигме, најчешће из мање продуктивне у продуктивну. На пример, Радисављевић бележи да се именица крв у извесним дијалектима у Србији употребљава у мушком роду и деклинира се по првој класи именица. Пети, хијерархијски најнижи критеријум обухвата продуктивност афикса. Он нам заправо говори о продуктивности флективних класа. На пример, Радисављевић спомиње продуктивне моционе суфкисе типа -ица, -ка, -киња, -ац, који припадају продуктивним класама именица.
Продуктивност треба разликовати од дифолта. На пример, наставак -о је продуктиван наставак мушког рода, али је већина именица на -о средњег рода, те је дифолт за наставак -о заправо средњи род (в. Радисављевић, 2013).
Што се морфолошких класа тиче, битно је напоменути да теорија природне морфологије разликује макрокласе, класе и микрокласе. Радисављевић успоставља три макрокласе базиране на роду са релевантним поделама на класе и микрокласе.